# (32636) 2001 SD58
2001 SD58 (asteroide 32636) é um asteroide da cintura principal. Possui uma excentricidade de 0.12454310 e uma inclinação de 5.13690º.
Este asteroide foi descoberto no dia 17 de setembro de 2001 por LINEAR em Socorro.